# Filhos Acústico
Filhos Acústico é o quinto EP de estúdio do grupo musical brasileiro Kemuel, lançado no dia 31 de janeiro de 2020 pela Sony Music Brasil.

## Sobre o projeto
O EP Filhos é a versão acústica de Kemuel Worship: Filhos. Com cinco faixas, entre elas os sucessos “Aba”, “O Teu Amor” e “Me Lembro”, que ganharam uma nova roupagem, o EP traz ainda duas canções inéditas: “Perfeito Amor” e “Jesus”. O projeto apresenta o lado intimista dos integrantes, liderados pelo pastor David Marx. Todas as faixa receberam videoclipe e estão disponível no canal do grupo, no YouTube.

## Lista de faixas
| Filhos: Acústico |                            |                    |                              |         |  |
| N.º              | Título                     | Compositor(es)     | Produtor(es)                 | Duração |  |
| 1.               | "Aba (Acústico)"           | David Marx         | Beresix                      | 4:08    |  |
| 2.               | "O Teu Amor (Acústico)"    | David Marx         | Ed Oliver David Marx Beresix | 5:43    |  |
| 3.               | "Me Lembro (Acústico)"     | David Marx         | David Marx                   | 4:58    |  |
| 4.               | "Perfeito Amor (Acústico)" | David Marx Beresix | David Marx Beresix           | 7:57    |  |
| 5.               | "Jesus (Acústico)"         | Elizeu Alves       | Ed Oliver David Marx Beresix | 4:06    |  |
| Duração total:   | Duração total:             | Duração total:     | Duração total:               | 27:00   |  |

## Créditos
- Produção musical: Ed Oliver, David Marx e Beresix
- Composição: David Marx, Beresix e Elizeu Alves
- Vocal: Beresix, Heric Tolentino, Eliane Marx, David Marx e Priscila Olly

### Músicos participantes
- Ed Oliver e Dani Aguiar: Violões
- Rafa Liniker: Piano
- Bigg James: Cajón
- Renato de Sá: Violoncelo